# 愛知県道363号作手善夫大沼線

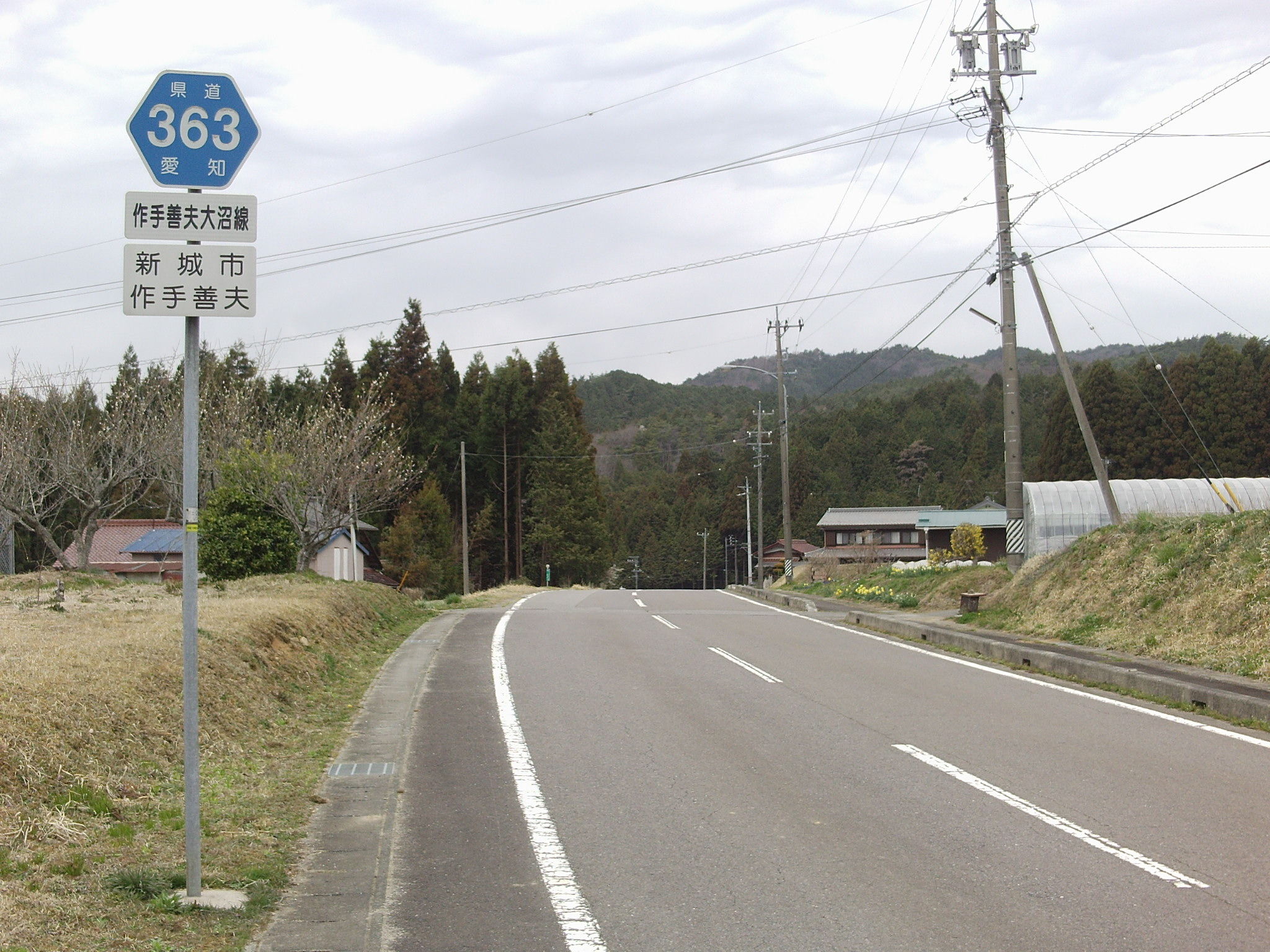
起点の作手善夫。少し進むと三河湖の手前からすぐに道は狭隘となる。

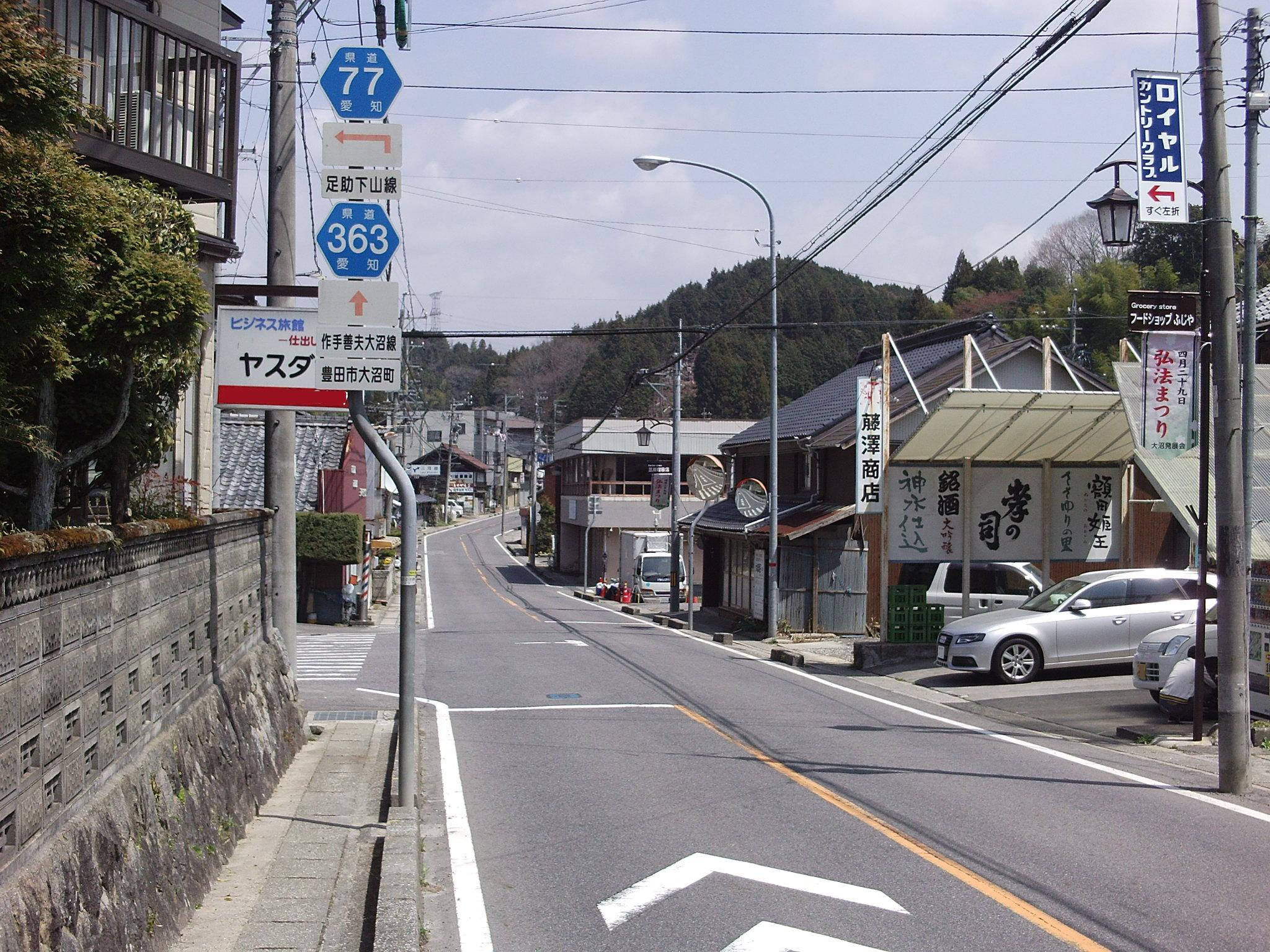
終点。旧下山村の市街地である大沼。

愛知県道363号作手善夫大沼線（あいちけんどう363ごう つくでぜんぶおおぬません）は、愛知県新城市から愛知県豊田市に至る一般県道である。

## 概要

### 路線データ
- 起点：愛知県新城市作手善夫
- 終点：愛知県豊田市大沼町

## 沿革
- 1995年3月31日：それまでの愛知県道363号平瀬善夫線を区間変更、一般県道善夫東大沼線として認定（代わりに従前の愛知県道337号作手菅沼平瀬線を菅沼東大沼線から菅沼平瀬線に変更）。
- 2007年4月1日：一般県道作手善夫大沼線に改称。

## 交通規制(道路交通法非準拠)
- 三河湖観光センターから香恋の里手前に至るまでの区間は「看板」によりとくに駐車禁止と掲出されている。三河湖周辺に観光等で訪れる際は、付近で無用な駐車をしてはならない。

## 通行上の注意
- 三河湖北岸の道路は崩土のおそれあり。
- 香恋の里から新城市間は交通量に対して狭隘かつ観光道路の為対向車の行動が予測し辛く、昼間も森林の為暗い為、前照灯の点灯を推奨する
- 起点から豊田市との境界線まで全長8.0メートル以上の長大車は通行不能。

## 通過する自治体
- 愛知県
  - 新城市
  - 豊田市

## 接続する道路
- 愛知県道35号岡崎設楽線（新城市作手善夫地内）
- 国道473号（豊田市羽布町・神殿町地内間で重複）
- 愛知県道362号東大沼足助線（東大沼交差点）
- 愛知県道477号東大見岡崎線（東大沼交差点・大沼町内間で重複）
- 愛知県道77号足助下山線（豊田市大沼町）

## 沿線・周辺
- 半田市野外活動センター
- 羽布ダム（ダム湖の三河湖はダム湖百選に選定されている。）
- ドライブインやまびこ
- 腰掛山荘
- 三河湖バンガロー村ふる里
- 三河湖観光センター
- 香恋の里
- 手づくり工房山遊里
- 豊田市立巴ヶ丘小学校
- 豊田市立大沼小学校